# Rhyacophila mjohjangsanica
Rhyacophila mjohjangsanica är en nattsländeart som beskrevs av Lazar Botosaneanu 1970. Rhyacophila mjohjangsanica ingår i släktet Rhyacophila och familjen rovnattsländor. Inga underarter finns listade i Catalogue of Life.